# Hybomitra popovi
Hybomitra popovi är en tvåvingeart som först beskrevs av Olsufjev 1937.  Hybomitra popovi ingår i släktet Hybomitra och familjen bromsar. Inga underarter finns listade i Catalogue of Life.